# NGC 2806
NGC 2806 é uma estrela na direção da constelação de Cancer. O objeto foi descoberto pelo astrônomo Johann Dreyer em 1876, usando um telescópio refletor com abertura de 72 polegadas. 